# Matea Samardžić
Matea Samardžić, född 17 januari 1995, är en kroatisk simmare.
Samardžić tävlade i tre grenar för Kroatien vid olympiska sommarspelen 2016 i Rio de Janeiro. Hon tog sig till semifinal på både 100 och 200 meter ryggsim samt blev utslagen i försöksheatet på 400 meter medley.